# Energoinvest

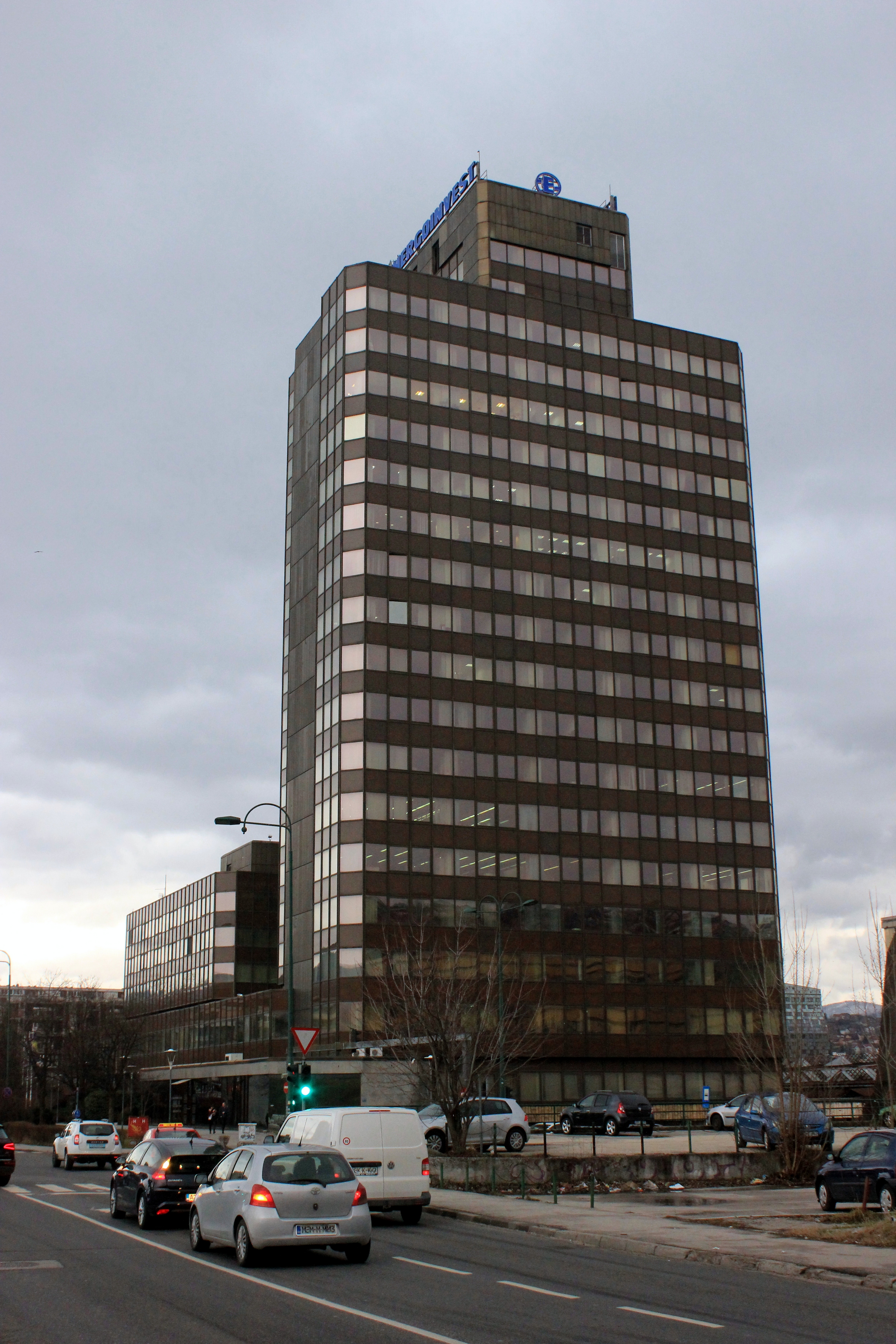
Sitz von Energoinvest in Sarajevo

Energoinvest ist ein bosnischer Konzern mit Hauptsitz in Sarajevo.
Energopetrol wurde in den 1960er Jahren als Tochterunternehmen gegründet. Außerdem hat Energoinvest Anteile an der Fluggesellschaft B&H Airlines.
Vor Beginn des Bosnienkrieges war Hakija Turajlić Geschäftsführer.